# 大布亞雷克

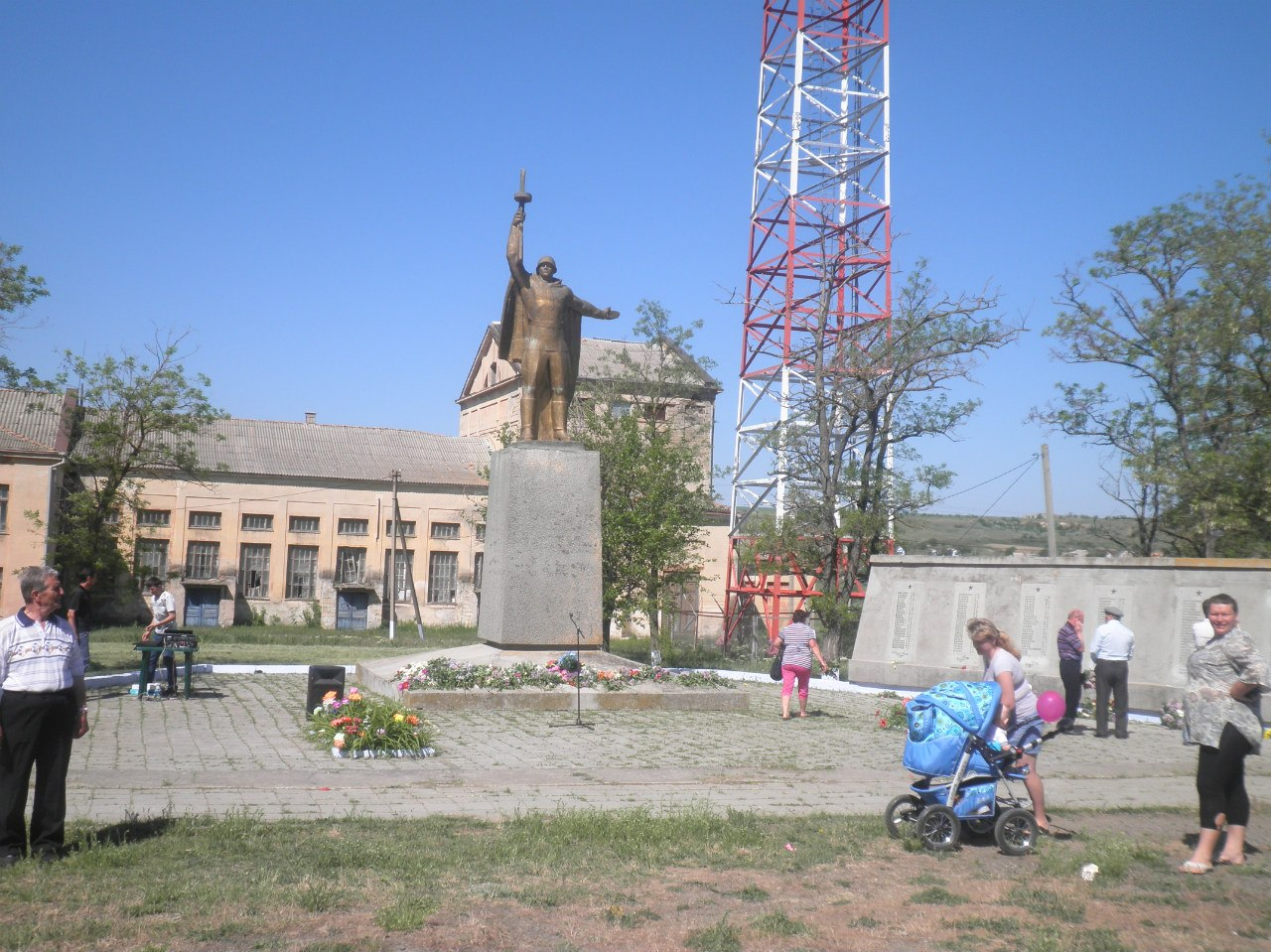
苏联烈士墓

46°56′17″N 30°38′54″E / 46.93806°N 30.64833°E
大布亞雷克（烏克蘭語：Великий Буялик）是位於烏克蘭西南部的村莊，由敖德萨州贝雷济夫卡区的大布亞雷克市鎮負責管轄。該村始建於1802年，面積5.31平方公里，海拔高度20米，2001年人口1,694，人口密度每平方公里319.14人。